# Simon Singh
Pour les articles homonymes, voir Singh.
Simon Singh, né le 19 septembre 1964 à Wellington (comté de Somerset, Angleterre), est un écrivain et journaliste scientifique britannique. Il s'est spécialisé dans la vulgarisation de sujets mathématiques et scientifiques. Il a notamment écrit les livres Le Dernier Théorème de Fermat (sur lequel il a également réalisé un documentaire) et Histoire des codes secrets. De l'Égypte des pharaons à l'ordinateur quantique.

## Biographie
Il est détenteur d'un doctorat en physique nucléaire. Il a étudié à Impérial College à Londres ainsi qu'à l'université de Cambridge.
En 2009, il est poursuivi pour diffamation par l'association chiropratique britannique à la suite d'un article (écrit dans le cadre de la promotion de son ouvrage Trick or Treatment? Alternative Medicine on Trial) dans lequel il affirme que les tenants de la chiropratique font la promotion de thérapies frauduleuses (il utilisa en anglais le terme bogus). La réaction de la blogosphère scientifique et du mouvement sceptique contemporain est immédiate et importante : ils soutiennent Simon Singh dans son procès et demandent une réforme de la loi britannique sur la diffamation.
Son frère aîné est Tom Singh (en), fondateur de la chaîne de magasins anglais Newlook (en).

## Publications
- Simon Singh, Histoire des codes secrets : de l'Egypte des Pharaons à l'ordinateur quantique [« The code book »], Paris, Jean-Claude Lattès, 1999, 430 p. (ISBN 978-2-7096-2048-2), Livre de Poche, 2001.  (ISBN 978-2-253-15097-8).
- Simon Singh (trad. Gérald Messadié), Le Dernier théorème de Fermat : l'histoire de l'énigme qui a défié les plus grands esprits du monde pendant 358 ans [« Fermat's last theorem »], Paris, Hachette Littératures, coll. « Pluriel / Sciences », 1999, 304 p. (ISBN 978-2-01-278921-0, OCLC 757222127), Jean-Claude Lattès, 2004  (ISBN 978-2-709-61854-0).
- Simon Singh (trad. de l'anglais par Philippe Bado et Denis Griesmar), Le roman du Big Bang : la plus importante découverte scientifique de tous les temps, Paris, JC Lattès, 2005, 505 p. (ISBN 978-2-7096-2700-9, OCLC 300501688).
- Simon Singh et Edzard Ernst (trad. de l'anglais par Marcel Blanc), Médecines douces : info ou intox ? [« Trick or Treatment? Alternative medicine on trial »], Paris, Cassini, 2014, 416 p. (ISBN 978-2-84225-208-3, OCLC 903316883).
- (en) Simon Singh, The Simpsons and their Mathematical Secrets, Londres, Bloomsbury, 2013, 253 p. (ISBN 978-1-4088-4373-4, OCLC 915522735).

## Distinctions
- 2022 : Médaille Christopher-Zeeman[3]
- 2010 : Prix Leelavati
- 2008 : Prix Kelvin (de l'Institute of Physics)
- Membre de l'ordre de l'Empire britannique.